# تئو هوخرفورست
تئو هوخرفورست (هلندی: Theo Hogervorst؛ زادهٔ ۱۰ ژانویهٔ ۱۹۵۶) دوچرخه‌سوار اهل هلند است.